# 工作站
工作站（英語：Workstation）是一种高端的微型计算机，它是为专业领域而设计的，主要供个人用户使用，提供了较主流普通个人计算机更高的性能，它们配置了专业级或高性能的CPU和GPU，较大的内存容量和大量的接囗。这使它们的多任务处理能力以及图型处理能力非常优越。
另外，工作站一词也被用来指代连接到服务器的终端。

## 定義
工作站有以下兩個定義：
1. 比普通個人電腦效能更强大的電腦
2. 連接到伺服器、大型電腦或超級電腦的終端機，該終端機通常是桌上型電腦，也可以是超級市場的收銀機

## 歷史
3Com的3Station就是早期的一个典型例子。比较一下过去的计算能力定义，一些人会认为工作站实际上就是一台单人的小型计算机。
在80年代初期，这个领域的先锋是阿波罗电脑和昇陽電腦公司，他们制造了配備Motorola 68000处理器和Unix系统的工作站。
工作站通常比较昂贵，价格一般是标准PC的数倍。高昂的价格通常来自比当地电脑店中所販售更高級的奢侈组件。制造商试图保持用“平衡”的观点来设计系统，确保数据在计算机中的各个子系统中不受阻碍的传送。此外，工作站制造商试图在高价位上销售系统来保持比日用PC制造商更高的利润率。
工作站通常提供SAS或者光纤通道存储系统，高端顯示卡，多路处理器，大量的RAM，以及设计优秀的冷却系统。另外，制造这些产品的公司试图拥有非常优秀的修理/更换计划。然而，工作站和PC的分界线逐渐模糊甚至正趋向消失，削减开支导致工作站制造商使用现有的PC组件和图形解决方案而不是专有的自家开发的技术。有一些制造低成本工作站的尝试（对于标准PC来说仍然是昂贵的），但是它们往往在性能上没什么亮点。
消费品级别的PC和游戏机现在处于技术的边缘，这使得对于很多组织来说决定是否购买工作站十分困难。有时仍需要这些系统，可很多时候会选择不那么昂贵的但是有更多缺陷的PC级别的硬件。

## 工作站的特点
- 高階CPU
- 高速网络连接
- 高效能顯示卡
- PCIe固態硬碟、SAS硬碟
- 大量RAM

## 工作站制造商
有些公司已經不复存在。以下品牌都號稱自己有工作站。
- Supermicro
- Wiseteam
- ACER
- ASUS
- 3Station（英语：3Station）
- 阿波罗电脑
- Atari Transputer Workstation（英语：Atari Transputer Workstation）
- Datamax UV-1（英语：Datamax UV-1）
- DEC
- Dell
- HP
- IBM
- Lenovo
- MSI
- Intergraph（英语：Intergraph）
- Lilith
- NeXT
- SGI
- Sun
- Unisys ICON（英语：Unisys ICON）
- Xerox Star（英语：Xerox Star）
- Altos

通過完整獨立軟件供應商認證(Independent Software Vendor Certification，簡稱ISV認證)  (只做過1個或2個的不算有)，另外針對ISV軟體，硬體公司能有調校效能軟體的，世界公認的只有:
- Lenovo
- HP
- Dell

本條目部分或全部内容出自以GFDL授權發佈的《自由線上電腦詞典》（FOLDOC）。